# Иљушин Ил-10
Иљушин Ил-10 (НАТО назив Beast) је једномоторни совјетски јуришни бомбардер развијен током 1943. године са наменом да замени авиона Ил-2. Пројектовао га је и изградио Иљушин, у оперативну употребу је уведен 1944. године. По лиценци га је производила и Чехословачка фирма Авиа где је имао ознаку Авиа Б-33

## Пројектовање и развој
Од напада Немачке на СССР основни авион који се користио у јуришној авиацији Совјетског ратног ваздухопловства је био Иљушин Ил-2. Иако је Ил-2 био веома успешан авион и значајно допринео победи савезника у Другом светском рату, размишљало се о његовој замени, то јест, авиону који би у односу на њега имао већу брзину и побољшану управљивост на малим висинама како би био што неосетљивији напротив авионску артиљерију.
У то време у Конструкционом бироу Иљушин се радило на неколико пројеката, пре свега на новом оклопном ловцу Ил-1 и тежем јуришном бомбардеру Ил-8, пошто је ратно ваздухопловство одустало од тешког оклопног ловца Ил-1 овај пројект је преиначен у јуришни бомбардер Ил-10, тако да се негде истовремено појављују два јуришна бомбардера Ил-8 и Ил-10. Након фабричког и државног испитива авиона изабран је за производњу Ил-10.
У току производње и коришћења авиона Ил-10 експериментисало се са јачим моторима АМ-43 и АМ-45 али ти експерименти нису успели због непоузданости мотора који су били у развојној фази. Следећи пројект Иљушиновог конструкционог бироа је побољшана варијанта јуришног бомбардера Ил-16 са побољшаним перформансама и сличним наоружањем. Прототип је полетео 10. јуна 1945. године, почела је производња мале серије, али је комплетан програм отказан 1946. године због непоузданости мотора АМ-43.

### Преглед Иљушинових борбених авиона из Другог светског рата
- Авион Иљушин Ил-2

| Карактеристика      | Ил-2 (ЈБ* 1940.)  | Ил-1 (Л* 1943.)   | Ил-8 (ЈБ 1943.)   | Ил-10 (ЈБ 1944.)  | Ил-16 (ЈБ 1945.)    | Ил-20 (ЈБ 1948.) |
| ------------------- | ----------------- | ----------------- | ----------------- | ----------------- | ------------------- | ---------------- |
| Статус              | оперативан        | прототип          | прототип          | оперативан        | прототип            | прототип         |
| Дужина              | 11,60 m            | 11,12             | 12,90 m            | 11,12             | 10,69 m              | 13,50            |
| Висина              | 4,17 m             | 4,08 m             | 4,20 m             | 4,18 m             | 3,60 m               | -                |
| Размах крила        | 14,60             | 13,40             | 14,60             | 13,40             | 12,50 m              | 15,43            |
| Површина крила      | 38,50             | 30,00             | 39,00             | 30,00             | 24,00               | 44,00            |
| Маса празног авиона | 3.990 kg            | 4.285 kg            | 4.910 kg            | 4.650 kg            | 4.315 kg              | 7.535            |
| Максимална маса     | 5.310 kg            | 5.300 kg            | 7.660 kg            | 6.300 kg            | 5.780 kg              | 9.780            |
| Мотори              | 1 × Микуљин АМ-38 | 1 × Микуљин АМ-42 | 1 × Микуљин АМ-42 | 1 × Микуљин АМ-42 | 1 × Микуљин АМ-43НВ | 1 × М-47         |
| Снага               | 1 × 1.158 kW      | 1 × 1.492 kW      | 1 × 1.492 kW      | 1 × 1.492 kW      | 1 × 1.690 kW        | 1 × 2.000 kW     |
| Елиса               | трокрака          | трокрака          | трокрака          | тро/четворокрака  | четворокрака        | четворокрака     |
| Максимална брзина   | 450 km/h              | 580 km/h              | 472 km/h              | 551 km/h              | 576 km/h                | 515              |
| Плафон лета         | 7.800 m            | 8.600 m            | 6.400 m            | 7.250 m            | 7.600 m              | 7.750            |
| Долет               | 638 km              | 1.000 km            | 980 km              | 800               | 800                 | 1.180            |
| Брзина пењања       | 625               | 625               | 174 m/min              | 625               | 658 m/min                | 375              |
| Маса бомби          | 600               | 200 kg              | 800               | 600               | 400 kg                | 1.190            |

* ЈБ-јуришни бомбардер, Л-ловац

### Технички опис
Као и сви претходни јуришни бомбардери (Ил-2 и Ил-8) из породице Иљушин, и Ил-10 је био добро оклопљени јуришни бомбардер једнокрилац са два члана посаде (пилот и стрелац). Оклоп је уједно и представљао и носећу структуру предњег дела авиона. Дебљина оклопа се у зависности од места кретала о 4 до 8 mm. Оклопом је био заштићен мотор, системи за хлађење, резервоари за гориво и посада авиона. Укупна маса оклопа је износила 994 kg. Стајни трап је био систем трицикл са два предња главна точка који су се увлачили уназад и ротирали за 86о тако да су се поравнавали са доњом површином крила и једним неувлачећим задњим точком на репу авиона.
Ил-10 је био опремљем 12-то цилиндричним редним мотором ве распореда Микулин АМ-42 течношћу хлађен. Снага мотора је била 1.492 kW. Пропелер је био метални, пречника 3,6 m са три пераја, а касније је замењен са четири пераја. Резервоари за гориво су се налазили изнад мотора, испред кокпита и у средишњем делу крила. Авион је био опремљен радио-пријемником и камером.

### Варијанте авиона Ил-10
- Ил-10 - основана производна варијанта авиона,
- Ил-10У- варијанта за обуку пилота, уместо задњег стрелца уграђене су дупле команде и постављено седиште за инструктора,
- Ил-10М- модификована варијанта из 1951. године, повећано крило, уграђена 4 топа у крила (уместо 2), нова елиса, нова навигациона опрема и инструменти за лет у свим метео условима,
- Avia B-33 - авион Ил-10 рађен у Чекословачкој по лиценци од 1951. године,
- Avia CB-33 - авион Ил-10У двосед за обуку пилота рађен у Чекословачкој по лиценци од 1951. године,

### Ил-16
Ил-16 је једномоторини нискокрилни јуришни бомбардер са клипним мотором саграђен 1944, а тестиран током 1945. године. Пројектовала га је и произвела фирма Иљушин са намером да побољша летне карактеристике авиона Ил-10. У односу на Ил-10, Ил-16 има појачан мотор, смањена крила и тежину а тиме му је повећана брзина и побољшане маневарске способности авиона. Што се тиче наоружања оно је готово истоветно које је имао и Ил-10. Због компликација са мотором М-43НВ, које нису решене до лета 1946. године, пројект је прекинут тако да је произведен само један примерак и то као прототип.

### Ил-20
Ил-20 је једномоторини нискокрилни јуришни бомбардер са клипним мотором саграђен 1948. а тестиран 1949. године. Пројектовала га је и произвела фирма Иљушин са намером да замени Ил-10. Авион је јединствен у свету по свом конструктивном решењу. Наиме кокпит пилота се налази изнад мотора и са њим се налази у јединственој оклопној љусци. Овакав положај пилота обезбеђује савршену прегледност бојног поља. Авион је био наоружан са 4 топа од 23 mm смештених у крилима авиона а пети се налази у репу авиона, којим посредством даљинских команди управља задњи стрелац. Авион је при тестирању показао добре летне и остале особине али у редовну производњу и наоружање није ушао јер је имао застарели клипни мотор кога су потиснули млазни мотори. Новине које су настале у конструкцији овог авиона коришћени су при конструисању наредних јуришних авиона насталих у Иљушину.

### Наоружање
- 2 x 23mm фиксна топа са 150 граната по топу,
- 2 x 7,62mm фиксна митраљеза са 750 метака по митраљезу,
- 1 x 12,7 mm покретни митраљез са 190 метака (задњи стрелац),
- до 600 kg. бомби подвешаних испод крила авиона,
- 8 ракета од 82 mm или 8 ракета 132 mm испод крила.

## Производња
Државни комитет за одбрану (ГКО) је 23. августа 1944. године донео одлуку да се отпочне са производњом новог јуришног бомбардера Ил-10. Производња је отпочета у фабрикама No.1 и No.18 у Кујбишеву (Самара), а од 1947. године овај авион се производи у фабрици No.64. Први авион из серијске производње је полетео 27. септембра 1944. године, а до краја године је произведено укупно 99 авиона. У току 1945. године су углавном елиминисани сви проблеми који настају у периоду „дечјих болести“ производа.
Производња је трајала од 1944. до 1954. године, а коришћење од 1944. до 1962. године. Укупно је произведено 6.166 примерака од тога 4.966 примерака у Иљушину (СССР) и 1.200 примерака у Авии (Чехословачка).

## Оперативно коришћење
Авион Иљушин Ил-10 је учествовао у два рата Другом светском рату и Корејском рату. Посаду авиона Ил-10 сачињава 2 члана: пилот и задњи стрелац.
У октобру 1944. године први Ил-10 су ушли у оперативно коришћење у јединице ратног ваздухопловства Совјетског Савеза и то у јуришне гардијске авио пукове 78., 571., 108. и 118., и учествовали су у завршним операцијама Другог светског рата. До 8. маја 1945. године изгубљено је десетак авиона Ил-10, што због дејства против авионске ватре, што због квара мотора. На Дан победе у саставу Совјетског ваздухопловства било је 120 оперативних авиона Ил-10 и 26 не исправних.
Када се СССР ангажује у рату против Јапана, Ил-10 из састава пацифичке морнарице се користи за нападе на јапанске бродове и железнички транспорт на подручју Манџурије и Корејском полуострву. Након Другог светског рата Република Северна Кореја је ове авионе користила у Корејском рату, а Народна Република Кина их је користила у операцијама против националистичких снага (Формоза -Тајван).
После завршетка рата у периоду од 1945 до 1956. године овај авион је био окосница јуришне авијације земаља Варшавског пакта. Коришћен је у ратним ваздухопловствима, Бугарске (од 1947 до 1954. год.), Чехословачке (600 примерака од 1950 до 1962. године), Мађарске (159 примерака од 1949 до 1956. год.), Северне Кореје (93 примерака од 1949. године), Пољске (120 Ил-10 од 1949 до 1959. године и 281 Б-33 од 1954 до 1961), Румуније (180 примерака од 1954 до 1961. год), и Совјетског Савеза, као и Авганистана, Кине(неутврђен број примерака од 1950 до 1972. године), Индонезије и Јемена (24 примерака 1957. год).

## Земље које су користиле овај авион
| - Авганистан - Бугарска - Народна Република Кина - Чехословачка - Мађарска - Индонезија | - Северна Кореја - Пољска - Румунија - Јемен - СССР-Совјетски Савез |